# RX Гидры
RX Гидры (лат. RX Hydrae), HD 78014 — тройная звезда в созвездии Гидры на расстоянии приблизительно 878 световых лет (около 269 парсек) от Солнца.
Пара первого и второго компонентов — двойная затменная переменная звезда типа Алголя (EA). Видимая звёздная величина звезды — от +11,6m до +8,9m. Орбитальный период — около 2,2817 суток.
Открыта Г. С. Ливитт в 1907 году**.

## Характеристики
Первый компонент — белая звезда спектрального класса A2V, или A2, или A5III, или A8, или F1. Масса — около 2,72 солнечной, радиус — около 2,17 солнечного, светимость — около 25,119 солнечной. Эффективная температура — около 8760 K.
Второй компонент — оранжевая или жёлтая звезда спектрального класса K5IV, или G5IV, или F3. Масса — около 0,66 солнечной, радиус — около 2,93 солнечного, светимость — около 3,89 солнечной. Эффективная температура — около 4740 K. Удалён на 10,94 угловой секунды.
Третий компонент — коричневый карлик. Масса — около 20,38 юпитерианской. Удалён в среднем на 1,765 а.е..